# RV Sally Ride (AGOR-28)
Le RV Sally Ride (AGOR-28) est un navire de recherche auxiliaire polyvalent (AGOR), de classe Neil Armstrong appartenant à l'US Navy et exploité par l'Institut d'océanographie Scripps (SIO), un centre de recherche scientifique maritime situé à La Jolla en Californie. Il porte le nom de Sally Ride, une astrophysicienne et astronaute américaine (1951-2012).

## Historique
Sally Ride est un navire de recherche monocoque de conception commerciale, capable d'opérations côtières et océaniques profondes. Le navire est équipé de grues et de treuils pour le chargement latéral de l'équipement et des fournitures de recherche, ainsi que de l'hébergement pour 24 scientifiques. Il est propulsé par un système de propulsion diesel-électrique multi-entraînement et basse tension pour plus d'efficacité et moins de maintenance et de frais de carburant. Les deux navires de Neil Armstrong-Class disposent d'un équipement océanographique de pointe permettant la cartographie des grands fonds marins et de nouvelles technologies informatiques pour la gestion du navire et la communication avec le reste du monde.

## Galerie

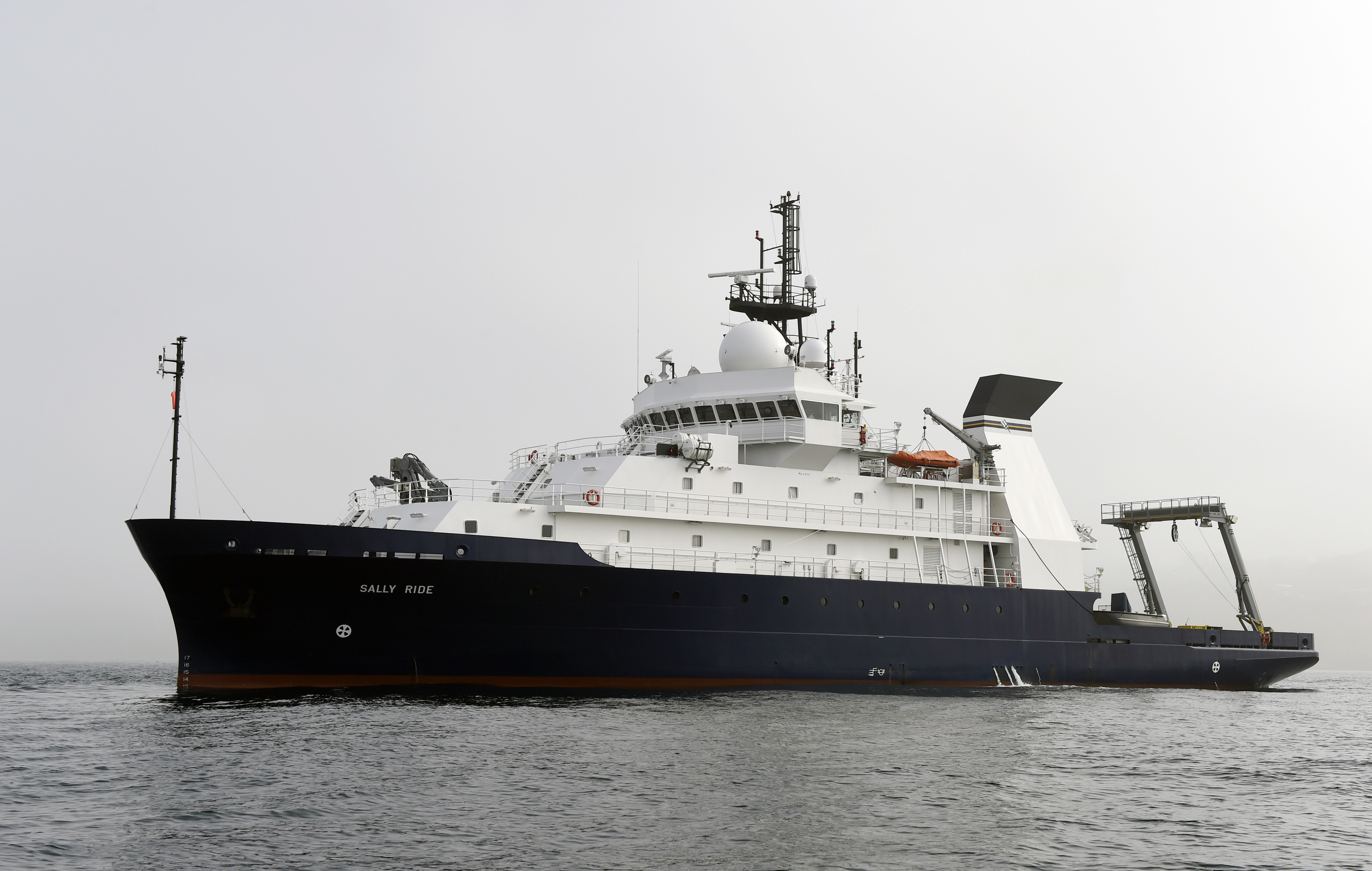
RV Sally Ride
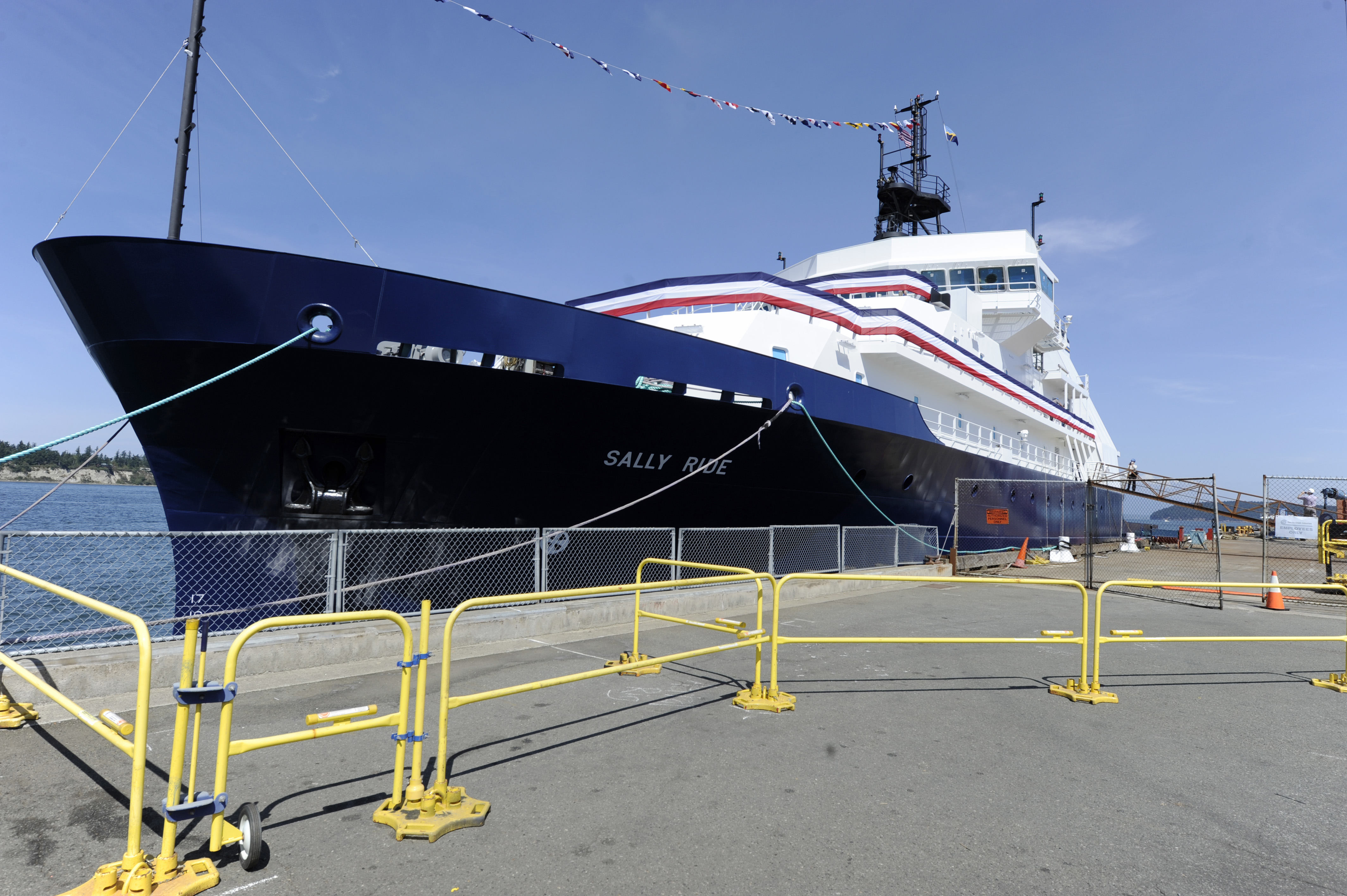
RV Sally Ride

### Note et référence
- (en) Cet article est partiellement ou en totalité issu de l’article de Wikipédia en anglais intitulé « RV Sally Ride (AGOR-28) » (voir la liste des auteurs).